# معاملة المثليين في موريشيوس
يواجه الأشخاص من المثليين والمثليات ومزدوجي التوجه الجنسي والمتحولين جنسياً (اختصاراً: LGBT) في موريشيوس تحديات قانونية واجتماعية لا يواجهها غيرهم من المغايرين جنسيا. تعتبر السدومية (الجنس الشرجي والجنس الفموي المثلي والمغاير) غير قانونية بموجب قوانين البلد. على الرغم من أن العلاقات المثلية غير معترف بها في موريشيوس، إلا أن المثليين يتمتعون بالحماية من التمييز في مجالات مثل العمل، وتوفير السلع والخدمات، وما إلى ذلك، مما يجعلها واحدة من الدول الإفريقية القليلة التي لديها مثل هذه الحماية للأشخاص المثليين.
يضمن الدستور حق الأفراد في الحياة الخاصة. تعتبر موريشيوس من الدول الأفريقية القليلة التي وقعت على البيان المشترك بشأن إنهاء أعمال العنف وانتهاكات حقوق الإنسان ذات الصلة القائمة على التوجه الجنسي والهوية الجندرية في الأمم المتحدة، الذي يدين العنف والتمييز ضد مجتمع المثليين. وعلاوة على ذلك، في السنوات الأخيرة، كان هناك قبول متزايد نحو مجتمع المثليين بين سكان موريشيوس، وخاصة جيل الشباب، مع إشارة استطلاعات الرأي إلى أن موريشيوس هي واحدة من أكثر البلدان الصديقة للمثليين في أفريقيا. ومع ذلك، لا تزال المواقف المحافظة الخاصة بالأشخاص من مجتمع المثليين شائعة، وعلى هذا النحو قد يواجه الأشخاص من مجتمع المثليين التمييز والتنمر عند الإفصاح عن توجههم الجنسي أو الوصول إلى الرعاية الصحية.

## قانونية النشاط الجنسي المثلي
وفقًا لترجمة غير رسمية للمادة 250 من قانون موريشيوس الجنائي لعام 1838، «أي شخص مذنب بارتكاب جريمة السدومية... يكون عرضة للعقوبة الجنائية لمدة لا تتجاوز 5 سنوات.»
في عام 2007، أوصت لجنة إصلاح القانون بإلغاء تجريم السدومية وإلغاء المادة 250. سعى النائب العام السابق راما فالايدين إلى إقرار مشروع قانون، كان من شأنه أن يلغي تجريم العلاقات الجنسية المثلية بالتراضي، لكن مشروع القانون لم يصوت عليه. تعتبر الملاحقات القضائية بموجب القانون نادرة. في عام 2015، تم إلقاء القبض على شريكين مثليين للاشتباه في أنهما كانا يمارسان السدومية.
في عام 2017، ذكرت الحكومة أنها لن تلغي القسم 250، ولكنها بدلاً من ذلك أعلنت أنها ستعالج القضية بعد مزيد من الدراسة.

## الاعتراف القانوني بالعلاقات المثلية
لا تعترف موريشيوس بزواج المثليين أو الاتحادات المدنية.
في عام 2016، بحثت لجنة إصلاح القانون في قضية لتقنين زواج المثليين.

## الحماية من التمييز
يحظر «قانون تكافؤ الفرص 2008» (بالفرنسية: Loi de 2008 sur l'égalité des chances)‏ على حد سواء التمييز المباشر وغير المباشر على أساس التوجه الجنسي في العمل، المرافق أو الإقامة، والتعليم، في الحصول على السلع والخدمات وغيرها من المناطق، مع تعريف «التوجه الجنسي» على أنه يعني«المثلية الجنسية (بما في ذلك المثلية الجنسية عند النساء)، ازدواجية التوجه الجنسي أو المغايرة الجنسية».

## التبني وتنظيم الأسرة
وفقًا لتقرير في عام 2006، يحق للأشخاص العزّاب والمتزوجين تبني الأطفال. لا يتم استبعاد العزاب من مجتمع المثليين على وجه التحديد.
وفقًا لموقع الويب الخاص بالحكومة الفرنسية، يحق للأشخاص العزّاب والمتزوجين تبني الأطفال. لا يوضح موقع الويب ما إذا كان العزّاب من مجتمع المثليين غير مؤهلين أم لا.
يسمح للشريكات المثليات الوصول إلى التلقيح الاصطناعي.

## الهوية الجندرية والتعبير عنها
من غير المعروف حاليًا إذا كان يُسمح للأشخاص المتحولين جنسياً بتغيير علامة جنسهم بشكل قانوني في المستندات الرسمية.
أظهرت عدة تقارير عن النساء المتحولات جنسيا المحلية قبول متزايد للمتحولين جنسيا بين مجتمع موريشيوس، على الرغم من التمييز لا يزال قائما.

## التبرع بالدم
في عام 2014، عدلت وزارة الصحة سياسة التبرع بالدم للسماح للأشخاص المثليين ومزدوجي التوجه الجنسي بالتبرع بالدم.

## ظروف الحياة
تعتبر موريشيوس واحدة من أكثر الدول الصديقة للمثليين في أفريقيا، على الرغم من أن مجتمع المثليين لا يزال يواجهون التمييز بسبب المواقف المحافظة بين السكان. قد يواجه الأشخاص من مجتمع المثليين التمييز، لا سيما في المستشفيات العامة والتنمر في المدارس.

### السياسة
من بين مؤيدي حقوق المثليين المحامين العامين السابقين راما فالايدين ورافي يريجادو، ورئيسا الوزراء السابقين نافين رامغولام، بول برينغر ووزير الخدمة المدنية والإصلاحات الإدارية آلان وونغ.

### منظمات حقوق المثليين
في موريشيوس، هناك أربع منظمات تدافع عن حقوق مجتمع المثليين: تحالف قوس قزح (بالفرنسية: Collectif Arc-en-Ciel)‏، و «تحالف الكويريين الشباب» (بالإنجليزية: Young Queer Alliance)‏ ومنظمة فيزا ج" (بالفرنسية: Association VISA  G)‏ و «بيلس» (بالفرنسية: Pils)‏.
تأسس «تجمع قوس قزح الجماعي» (بالفرنسية: Collectif Arc-en-Ciel)‏ في عام 2005. وهي المنظمة الرائدة الرئيسية لمجتمع المثليين في موريشيوس. نظمت المجموعة أول مسيرة للمثليين جنسياً في موريشيوس، وقد قامت بذلك على مدار السنوات العشر الماضية جمعت أكثر من 1200 مشارك في عام 2016. تحارب المنظمة رهاب المثلية والتمييز على أساس التوجه الجنسي من خلال العديد من الحملات، كما تقدم الدعم لمجتمع المثليين الشباب. في عام 2016، نقلت المنظمة المسيرة من بلدة صغيرة في الضواحي إلى العاصمة بورت لويس. أطلقت الجماعات الإسلامية المتطرفة أعيرة نارية، وكان 30 ضابط شرطة حاضرين في المسيرة.
تأسس «تحالف الكويريين الشباب» (بالإنجليزية: Young Queer Alliance)‏ في 1 سبتمبر 2014، وهي منظمة لمجتمع المثليين الشباب في موريشيوس. يشارك التحالف في الدعم والدعوة ومحاربة رهاب المثلية والتمييز على أساس التوجه الجنسي.
تأسست «بيلس» (بالفرنسية: Pils)‏ في عام 1996، وهي مركز للأفراد المصابين بفيروس نقص المناعة البشرية/الإيدز في البلاد، وهي أيضًا مكان للوقاية وتعليم المصابين بفيروس نقص المناعة البشرية/الإيدز.
تأسست "Moments.mu" في عام 2014، وأصبحت أول وكالة سفر في موريشيوس تكرس خدماتها لمجتمع المثليين.
في يونيو 2018، تم إلغاء مسيرة فخر المثليين التي نظمتها «تجمع قوس قزح الجماعي» (بالفرنسية: Collectif Arc-en-Ciel)‏، بسبب مئات من تهديدات القتل (بما في ذلك تهديدات بالتشويه) التي يُعتقد أنها من طرف متطرفين إسلاميين. قاد «جافيد ميتو»، وهو إرهابي إسلامي متطرف معروف يخضع للمراقبة وفقًا لسلطات موريشيوس، احتجاجًا مضادًا بالأسلحة المسلحة ضد حقوق المثليين. أدان العديد من الشخصيات الدينية الهامة في الجزيرة، مثل الكاردينال موريس بيات، بشدة الاحتجاج على حقوق المثليين وطالبوا بالاحترام والتسامح للجميع. وقع اعتصام للمثليين بعد بضعة أيام في منطقة «كودان ووترفرونت»، بدعم من رئيس الوزراء برافيند غوغناوث.

## الرأي العام
وجد استطلاع عام 2016 أن 49% من سكان موريشيوس يرغبون أو لا يمانعون في أن يكون لديهم جار مثلي.

## ملخص
| قانونية النشاط الجنسي المثلي                                                                  | (العقوبة: حتى 5 سنوات في السجن)     |
| المساواة في السن القانوني للنشاط الجنسي                                                       | No                                  |
| قوانين مكافحة التمييز في التوظيف                                                              | (قانوني منذ عام 2006)               |
| قوانين مكافحة التمييز في توفير السلع والخدمات                                                 | (قانوني منذ عام 2006)               |
| قوانين مكافحة التمييز في جميع المجالات الأخرى (تتضمن التمييز غير المباشر، خطاب الكراهية)      | (قانوني منذ عام 2006)               |
| قوانين مكافحة أشكال التمييز المعنية بالهوية الجندرية                                          | No                                  |
| زواج المثليين                                                                                 | No                                  |
| الاعتراف القانوني بالعلاقات المثلية                                                           | No                                  |
| تبني أحد الشريكين للطفل البيولوجي للشريك الآخر                                                | No                                  |
| التبني المشترك للأزواج المثليين                                                               | No                                  |
| يسمح للمثليين والمثليات ومزدوجي التوجه الجنسي والمتحولين جنسيا بالخدمة علناً في القوات المسلحة | No                                  |
| الحق بتغيير الجنس القانوني                                                                    | No                                  |
| علاج التحويل محظور على القاصرين                                                               | No                                  |
| الحصول على أطفال أنابيب للمثليات                                                              | Yes                                 |
| الأمومة التلقائية للطفل بعد الولادة                                                           | No                                  |
| تأجير الأرحام التجاري للأزواج المثليين من الذكور                                              | (غير قانوني للأزواج المغايرين كذلك) |
| السماح للرجال الذين مارسوا الجنس الشرجي التبرع بالدم                                          | (قانوني منذ عام 2014)               |